# بيرويكشيري روكسبورغ وسيلكيرك (دائرة انتخابية في المملكة المتحدة)

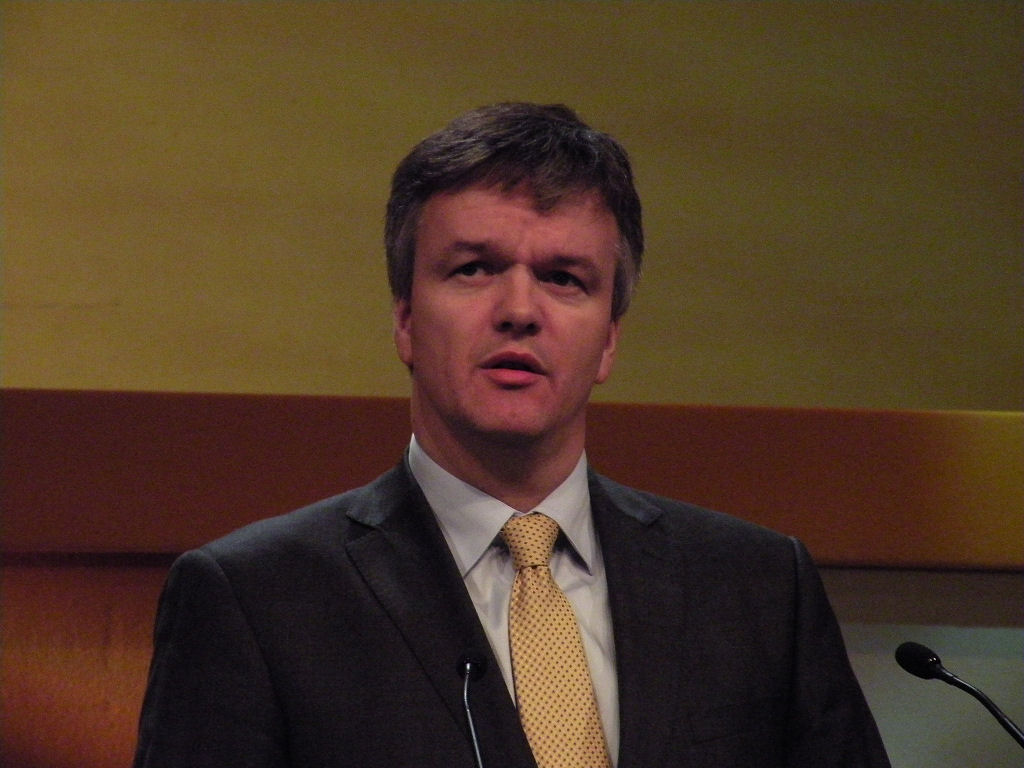

بيرويكشيري، روكسبورغ وسيلكيرك  (بالإنجليزية: Berwickshire, Roxburgh and Selkirk)‏ هي إحدى الدوائر الانتخابية في المملكة المتحدة الممثلة في مجلس العموم في برلمان المملكة المتحدة.
عضو البرلمان الذي يمثلها حالياً هو :Mr Michael Moore (LD).